# Phare d'Isla de San Carlos
Le phare de Isla de San Carlos est un phare actif situé sur Isla de San Carlos, une péninsule entre le golfe du Venezuela et le lac Maracaibo, dans l'État de Zulia au Venezuela.
Le phare appartient à la marine vénézuélienne et il est géré par l'Oficina Coordinadora de Hidrografía y Navegación (Ochina).

## Histoire
Le  phare , mis en service en 2013, a remplacé une tourelle cylindrique en fibre de verre datant de 2005. Il marque l'entrée ouest du lac Maracaibo, au nord de Maracaibo.

## Description
Ce phare est une tour quadrangulaire métallique à claire-voie , avec une galerie et balise de 15 m de haut, sur une base en béton. Le phare est rouge avec deux bandes blanches horizontales. Il émet, à une hauteur focale de 24 m, un éclat blanc d'une seconde par période de 10 secondes. Sa portée est de 20 milles nautiques (environ 37 km).
Identifiant : ARLHS : VEN-001 - Amirauté : J6275 - NGA : 16860.2 .

## Caractéristique dufeu maritime
Fréquence : 10 secondes (W)
- Lumière : 1 seconde
- Obscurité : 9 secondes

### Lien connexe
- Liste des phares du Vénézuela